# Norwegian Air Shuttle
Norwegian Air Shuttle ASA (Bản mẫu:Ose) là hãng hàng không lớn thứ hai ở Scandinavia và là hãng hàng không giá rẻ lớn thứ tư tại châu Âu. Trong năm 2009, hãng vận chuyển 10.800.000 lượt khách với 238 tuyến bay đến 93 điểm đến tại 27 quốc gia, bao gồm châu Âu, Bắc Phi và Trung Đông. Tính đến tháng 6 năm 2010, hãng này vận hành một đội máy bay tổng cộng 55 chiếc, 27 máy bay Boeing 737-300 và 28 chiếc Boeing 737-800. Hãng đã có đơn đặt hàng cho 70 chiếc Boeing 737-800 sẽ được giao trước giữa năm 2014. Các trung tâm hoạt động chính là Sân bay Oslo, Gardermoen, với các tâm điểm khác tại Bergen, Trondheim, Stavanger, Oslo-Rygge, Copenhagen và Stockholm-Arlanda. Hãng cung cấp với tần suất chuyên cao đối với các tuyến bay ở các quốc gia khu vực Scandinavia, kết hợp với một các tuyến bay tần suất thấp tới các điểm đến quốc tế từ các thành phố tâm điểm của hãng.
NAS được thành lập vào năm 1993 như một hãng hàng không khu vực đảm nhận các tuyến đường ở Tây Na Uy sau vụ phá sản của Busy Bee. Cho đến năm 2002, hãng vận hành máy bay Fokker 50 thuê ướt cho Braathens. Sau khi sáp nhập của hai hãng Braathens và Scandinavian Airlines, NAS đã có cơ hội để thành lập một hãng giá rẻ trong nước. Nó đã mở rộng nhanh chóng, thành lập chính ở Warsaw và mua hãng hàng không Thuỵ Điển FlyNordic vào năm 2007, và gia nhập thị trường Copenhagen vào năm 2008. Cùng năm đó nó đã nhìn thấy việc phân phối các thương hiệu đầu tiên của nó mới Boeing 737-800. Vào ngày 08 tháng 11. Năm 2010, hãng hàng không thông báo kế hoạch thuê hai máy bay Boeing 787 Dreamliners từ ILFC và đang có kế hoạch để khởi động chuyến bay liên lục địa giữa thủ đô Bắc Âu tới Thành phố New York và Bangkok vào năm 2011.